# 존 그리그스 톰프슨
존 그리그스 톰프슨(영어: John Griggs Thompson, 1932년 10월 13일 ~ )은 유한군 이론에서 탁월한 업적을 나타낸 수학자이다.
1955년 예일 대학교에서 학사 학위를 마치고, 1959년 손더스 매클레인을 지도 교수로 하여 시카고 대학교에서 박사학위를 받았다. 케임브리지 대학교, 코넬 대학교 등에서 교편을 잡다가 플로리다 대학교에 재직중이다.
톰프슨의 가장 뛰어난 업적은 1963년 월터 파이트(Walter Feit)와 같이 증명한 정리 파이트-톰프슨 정리(Feit-Thompson theorem)이다. 이 정리는 '홀수개의 원소를 가지는 임의의 유한군은 가해군이다'라는 놀라운 결과를 증명한 것이며, 태평양 수학 저널(Pacific Journal of Mathematics)에 출판되었다. 이 정리는 임의의 모든 유한단순군들을 모두 분류해 내는 거대한 성과의 초석이 되었다. 이는 20세기 수학의 최대 성과 중의 하나이다. 이 공로로 톰슨은 1970년 필즈상을 수상하였다. 2008년에는 아벨상을 수상하였다.